# For the Sun
For the Sun är Amanda Jenssens tredje singel, som släpptes den 7 augusti 2008 genom Epic Records. 
Amanda skrev For the sun hemma i Lund redan 2006. Den fanns med på gamla Killing my darlings, skivan som Amanda gjorde som projektarbete på gymnasiet. Den gamla, hemmainspelade versionen, som finns på Amandas MySpace, är lugnare än albumversionen.
| ”                          | Ja, det är som att ro den i land. Fast innan var det en slags ökenballad. Nu är det som att jag har gjort en cover på min egen låt. Från ökenballad till feelgoodsong" | „ |
| – Chatt på msn i maj 2008. | |   |

I en intervju publicerad på okej.se i november 2007 beskrev Amanda låten så här:
| ”         | Den handlar om att bryta sig loss, att man kanske har fastnat i sin tillvaro och inte nöjer sig med det utan ger sig ut i världen och hittar nya intryck. Att man inte ska nöja sig med vad man har utan att veta vad som finns där ute. | „ |
| – Okej.se | |   |

Sången tolkades av Carola Häggkvist under Så mycket 2014.

### Fotnoter
1. ↑  ”Carola väckte Amandas minnen om död pojkvän”. Dagens nyheter. 25 februari 2008. http://www.dn.se/kultur-noje/carola-vackte-amandas-minnen-om-dod-pojkvan/. Läst 21 november 2014.